# Сан Микеле-Монтекио (Верона)
Сан Микеле-Монтекио је насеље у Италији у округу Верона, региону Венето.
Према процени из 2011. у насељу је живело 183 становника. Насеље се налази на надморској висини од 301 м.